# Daszyna (plaats)
Daszyna is een dorp in het Poolse woiwodschap Łódź, in het district Łęczycki. De plaats maakt deel uit van de gemeente Daszyna en telt ca. 600 inwoners.